# Saba (Djibasso)
Pour les articles homonymes, voir Saba (homonymie).
Saba est une commune située dans le département de Djibasso de la province de Kossi au Burkina Faso.